# Rockville CA
Rockville CA è una webserie statunitense creata da Josh Schwartz, trasmessa sul sito The WB.com da marzo 2009.
Gli episodi su basano su una band che si esibisce in un music club di nome Rockville CA dove si svolgerà gran parte della vita dei ventenni protagonisti. La prima stagione è stata filmata a Echo, un locale nei pressi di Los Angeles.